# Conseil de l'oblast d'Odessa
8e
Le conseil régional d’Odessa est l’assemblée représentative du gouvernement local de l’oblast d'Odessa.
Le conseil régional est composé de 84 députés, élus par les électeurs de l'oblast d'Odessa pour cinq ans. Le conseil comprend des commissions permanentes et temporaires.

## Composition
| Législature | Élection        | Composition | Composition | Président                                          |
| ----------- | --------------- | ----------- | --- | -------------------------------------------------- |
| 7e          | 25 octobre 2015 |             | Composition : - OB (23) - BBP (22) - Confiance (uk) (12) - R (uk) (8) - NK (8)                                                    | Ourbansky Anatoliy Ihorovytch Serhiy Parachtchenko |
| 8e          | 25 octobre 2020 |             | Composition : - PLP (24) - SN (16) - Confiance (uk) (11) - ES (10) - Pour le futur (en) (10) - VOB (7) - Parti de Shariy (en) (6) | Didenko Hryhoriy Vitaliyovytch                     |

## Présidents du conseil régional

### Présidents du comité exécutif du conseil régional d’Odessa (1932-1992)
1. Yakiv Pakhomov (juin 1932 - 23 septembre 1933)
2. Fyodor Goloub Yakovlevitch (23 septembre 1933 - 8 décembre 1935)
3. Petro Boyko Dmitrievitch (8 décembre 1935 - mai 1937)
4. Mikola Volkov Fedorovitch, par intérim (mai - 14 octobre 1937)
5. Pylyp Chevtsov Ilarionovytch, par intérim (14 octobre - 29 décembre 1937)
6. Grigory Galtchenko Alexandrovitch (29 décembre 1937 - mai 1938)
7. Nikifor Kaltchenko Timofeyevitch, par intérim (mai 1938 - janvier 1940)
8. Nikifor Kaltchenko Timofeyevitch (janvier 1940 - août 1941)
9. Yosyp Gorlov Gordiyovytch (juillet 1944 - décembre 1946)
10. Konstantin Karavayev Semenovitch (décembre 1946 - avril 1953)
11. Nikola Goureyev (avril 1953 - juillet 1954)
12. Alexander Fedoseyev Ivanovitch (juillet 1954 - février 1958)
13. Mykhaïlo Khorounjyi Vasyliovytch (février 1958 - janvier 1963)
14. Kovalenko Konstantin Stepanovitch, industriel (janvier 1963 - décembre 1964)
15. Mykhaïlo Khorounjyi Vasyliovytch, rural (janvier 1963 — décembre 1964)
16. Mykhaïlo Khorounjyi Vasyliovytch (décembre 1964 - mars 1969)
17. Andreï Doudnyk (mars 1969 - mai 1971)
18. Viktor Pokhodin (mai 1971 - septembre 1985)
19. Andreï Petcherov (septembre 1985 - 5 avril 1990)
20. Anatoliy Boutenko (6 avril 1990 - 28 janvier 1991)
21. Bodelan Rouslan Borysovytch (28 janvier 1991 - mars 1992)

### Présidents du conseil régional d’Odessa
1. Rouslan Bodelan Borysovytch (5 avril 1990 - 24 avril 1998)
2. Youriy Kazakov Petrovytch (24 avril 1998 - 21 septembre 2000)
3. Serhiy Hrynevetskyi (21 septembre 2000 - 19 avril 2002)
4. Volodymyr Nonatsky Mykolayovytch (19 avril 2002 - 8 février 2005)
5. Serhiy Hrynevetskyi (8 février - 22 juillet 2005)
6. Vlad Fedor Ivanovich (22 juillet 2005 - 23 mai 2006)
7. Skoryk Mykola Leonidovytch (23 mai 2006 - 16 novembre 2010)
8. Pundyk Mykola Volodymyrovytch (16 novembre 2010 - 14 novembre 2013)
9. Mykola Tindyouk Andriyovytch (14 novembre 2013 - 14 août 2014)
10. Oleksiy Honcharenko (14 août 2014 - 21 novembre 2014)
11. Mikhaïl Chmouchkovitch (23 décembre 2014 - 12 novembre 2015)
12. Ourbansky Anatoliy Ihorovytch (12 novembre 2015 - 21 août 2019)
13. Serhiy Parachtchenko (21 août 2019 - décembre 2020)
14. Didenko Hryhoriy Vitaliyovytch (depuis le 5 décembre 2020)